# Druga crnogorska fudbalska liga 2011-2012
La Druga crnogorska fudbalska liga 2011-2012 (seconda lega calcistica montenegrina 2011-2012), conosciuta semplicemente anche come 2.CFL 2011-2012, è stata la 6ª edizione di questa competizione, la seconda divisione del campionato montenegrino di calcio.

## Stagione

### Avvenimenti
Al campionato sono iscritte 12 squadre. Nella edizione precedente sono state promosse Bokelj e Berane, retrocesse Otrant-Olympic e Pljevlja.

Sono state sostituite da Mornar, OFK Bar (retrocesse dalla 1.CFL 2010-2011), Igalo e Petnjica (promosse dalla 3.CFL 2010-2011 dopo gli spareggi fra le vincitrici dei gironi, il Blue Star è la squadra esclusa).

### Formula
In stagione le squadre partecipanti sono 12: 2 che sono retrocesse dalla 1.CFL, 8 che hanno mantenuto la categoria e 2 promosse dalla 3.CFL.
Le 12 squadre disputano un girone andata-ritorno; al termine delle 22 giornate ne disputano ancora 11 secondo uno schema prefissato (totale 33 giornate), al termine di queste:
- La prima classificata viene promossa in 1.CFL 2012-2013
- Seconda e terza classificata vanno agli spareggi contro penultima e terzultima di 1.CFL 2011-2012
- Le ultime due classificate vengono retrocesse in 3.CFL 2012-2013

## Squadre
| Club              | Città        | Stadio                  | Posizione 2010-2011                  |
| ----------------- | ------------ | ----------------------- | ------------------------------------ |
| Mornar            | Antivari     | Stadion Topolica        | 10º in 1. CFL                        |
| OFK Bar           | Antivari     | Stadion Topolica        | 12º in 1. CFL                        |
| Jedinstvo         | Bijelo Polje | Gradski stadion         | 2º in 2. CFL                         |
| Iskra Danilovgrad | Danilovgrad  | Stadion Braće Velašević | 4º in 2. CFL                         |
| Bratstvo          | Podgorica    | Stadion Ljajkovići      | 5º in 2. CFL                         |
| Kom               | Podgorica    | Stadion Zlatica         | 6º in 2. CFL                         |
| Ibar              | Rožaje       | Stadion Bandžovo Brdo   | 7º in 2. CFL                         |
| Čelik             | Nikšić       | Stadion Željezare       | 8º in 2. CFL                         |
| Jezero            | Plav         | Stadion pod Racinom     | 9º in 2. CFL                         |
| Zabjelo           | Podgorica    | Stadion Zabjelo         | 10º in 2. CFL                        |
| Igalo             | Castelnuovo  | Stadion Solila          | 1º in 3. CFL Sud, 1º negli spareggi  |
| Petnjica          | Petnjica     | Stadion Gusare          | 1º in 3. CFL Nord, 2º negli spareggi |

## Classifica
```
Il 
Čelik Nikšić
 ha conquistato anche la 
coppa nazionale
[
2
]
 e si è qualificato per la 
UEFA Europa League 2012-2013
.
```

|  | Pos. | Squadra                | Pt | G  | V  | N  | P  | GF | GS | DR  |
|  | ---- | ---------------------- | -- | -- | -- | -- | -- | -- | -- | --- |
|  | 1.   | Čelik Nikšić           | 80 | 33 | 25 | 5  | 3  | 72 | 14 | +58 |
|  | 2.   | Mornar                 | 64 | 33 | 19 | 7  | 7  | 55 | 26 | +29 |
|  | 3.   | Jedinstvo Bijelo Polje | 61 | 33 | 18 | 7  | 8  | 50 | 23 | +27 |
|  | 4.   | Zabjelo                | 50 | 33 | 15 | 5  | 13 | 47 | 46 | +1  |
|  | 5.   | Bratstvo               | 48 | 33 | 14 | 6  | 13 | 44 | 40 | +4  |
|  | 6.   | Igalo                  | 44 | 33 | 12 | 8  | 13 | 25 | 27 | −2  |
|  | 7.   | Jezero                 | 42 | 33 | 11 | 9  | 13 | 26 | 35 | −9  |
|  | 8.   | OFK Bar                | 40 | 33 | 12 | 4  | 17 | 44 | 54 | −10 |
|  | 9.   | Iskra Danilovgrad      | 39 | 33 | 11 | 6  | 16 | 31 | 47 | −16 |
|  | 10.  | Ibar                   | 38 | 33 | 10 | 8  | 15 | 35 | 42 | −7  |
|  | 11.  | Kom                    | 37 | 33 | 9  | 10 | 14 | 35 | 47 | −12 |
|  | 12.  | Petnjica               | 12 | 33 | 3  | 3  | 27 | 15 | 78 | −63 |

Legenda:
      Promosso in 1.CFL 2012-2013.
  Partecipa agli spareggi-promozione.
      Retrocesso in 3.CFL.
Regolamento:
Tre punti a vittoria, uno a pareggio, zero a sconfitta.

## Risultati
|           | Bar     | Bra     | Zab     | Iba     | Iga     | Isk     | Jed     | Jez     | Kom     | Mor     | Pet     | Čel     |
| --------- | ------- | ------- | ------- | ------- | ------- | ------- | ------- | ------- | ------- | ------- | ------- | ------- |
| OFK Bar   | ––––    | 6:3 2:0 | 1:1     | 1:0     | 0:4     | 2:1 1:1 | 3:3     | 0:1     | 3:2     | 0:0 0:2 | 2:0     | 1:0     |
| Bratstvo  | 1:0     | ––––    | 3:1 0:0 | 4:0     | 0:1 0:0 | 3:0 0:0 | 1:0 0:2 | 1:1 2:1 | 3:0 1:2 | 0:2     | 3:2     | 0:1 0:2 |
| Zabjelo   | 0:2     | 1:1     | ––––    | 2:1 1:1 | 2:0     | 2:1 1:1 | 2:1     | 1:0     | 0:2     | 0:2 5:1 | 5:0     | 2:3 1:2 |
| Ibar      | 1:0     | 0:2 1:2 | 7:2     | ––––    | 1:0 0:1 | 1:0 0:1 | 3:0     | 1:1     | 2:2     | 0:1 1:1 | 4:1 1:0 | 1:3 1:2 |
| Igalo     | 1:0 0:2 | 1:1     | 0:1 2:0 | 0:0     | ––––    | 2:0     | 0:0     | 1:0 0:0 | 0:0 1:0 | 2:0     | 0:1 1:0 | 0:0     |
| Iskra     | 5:1     | 0:3 0:0 | 1:1     | 1:0     | 1:0 1:2 | ––––    | 1:0     | 0:1 1:0 | 3:3     | 3:2 0:1 | 1:0 2:0 | 0:3 1:4 |
| Jedinstvo | 2:1 1:0 | 3:1     | 3:0 2:3 | 0:0 1:0 | 2:0     | 4:0 2:1 | ––––    | 3:0     | 1:2     | 1:2     | 3:0     | 1:0 0:1 |
| Jezero    | 1:0 0:4 | 3:2     | 1:3 2:0 | 1:1 1:2 | 1:0     | 0:0     | 1:2 1:1 | ––––    | 1:0 1:1 | 1:0     | 1:1 2:0 | 0:0     |
| Kom       | 1:0 0:2 | 2:1     | 0:3 1:3 | 2:2 0:0 | 2:1     | 1:0 1:1 | 0:3 1:0 | 1:1 2:2 | ––––    | 1:4     | 3:2 0:1 | 0:1     |
| Mornar    | 4:1     | 2:1 1:2 | 2:0     | 3:0     | 2:0 3:0 | 4:0     | 0:0 2:0 | 0:1 1:0 | 1:1 3:3 | ––––    | 5:1     | 0:2 3:1 |
| Petnjica  | 0:3 2:1 | 1:3 1:2 | 0:1 0:3 | 0:2     | 2:4     | 0:3     | 0:0 0:3 | 1:1     | 0:3     | 0:1 1:1 | ––––    | 0:3 0:5 |
| Čelik     | 5:1     | 1:0 2:0 | 2:0     | 4:0     | 1:0 2:0 | 5:0     | 1:1     | 4:0 1:0 | 0:0 3:0 | 1:0 0:0 | 5:0     | ––––    |

## Spareggi
Penultima e terzultima della prima divisione sfidano seconda e terza della seconda divisione per due posti in Prva crnogorska fudbalska liga 2012-2013. Mornar e Jedinstvo Bijelo Polje hanno conquistato la promozione.